# Vienna rossa

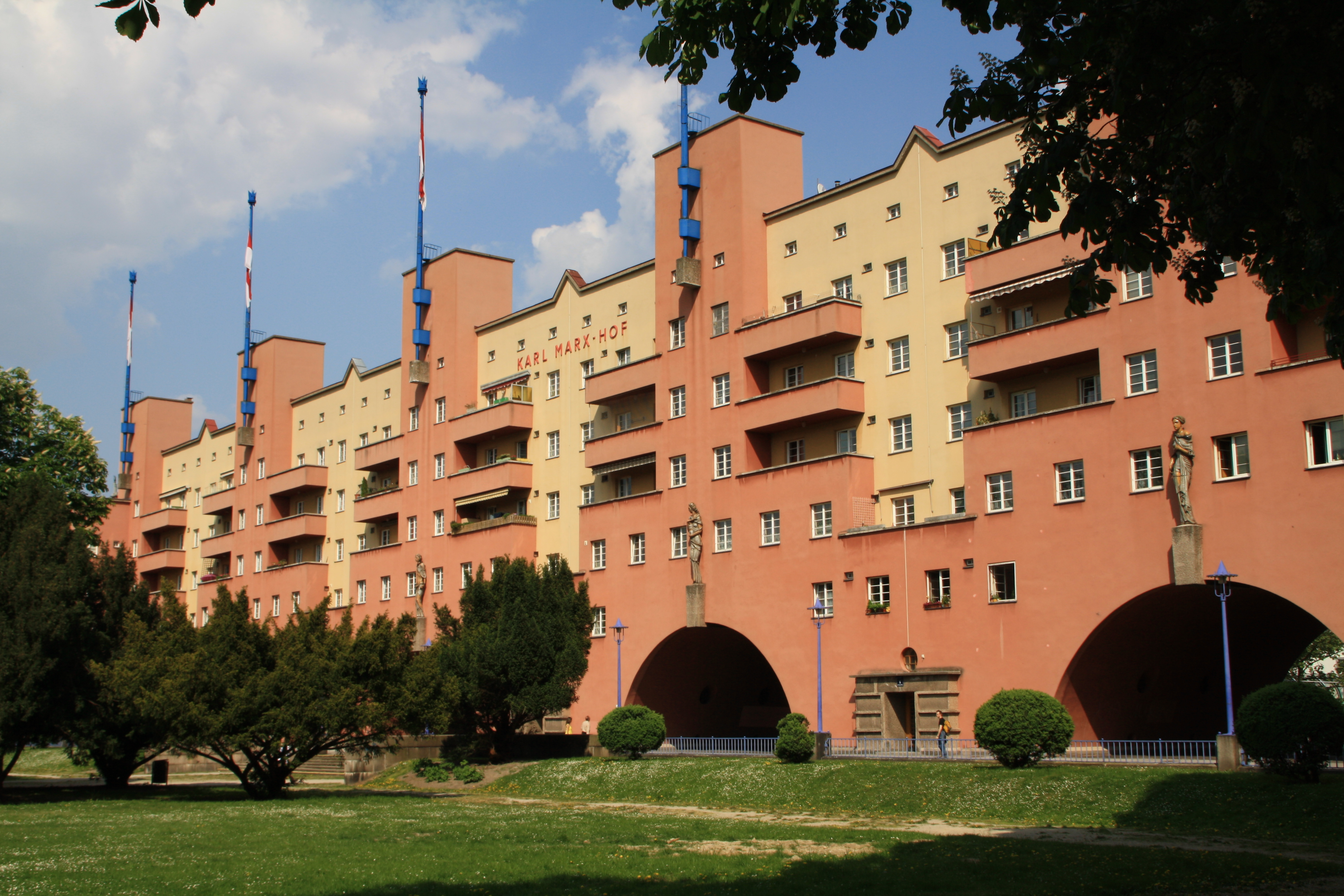
Karl-Marx-Hof, edificio costruito durante la Vienna rossa

Vienna rossa (in tedesco Rotes Wien) è il nome colloquiale dato alla capitale austriaca nel periodo tra il 1918 e il 1934 durante il quale Partito Socialdemocratico d'Austria (SDAP) mantenne sulla città il controllo politico quasi totale, e per un breve tempo sull'intera Austria.
Durante questo periodo, il partito perseguì un rigoroso programma di costruzione edilizia in risposta alla grave carenza di abitazione. Ciò implicò l'implementazione di politiche di potenziamento dell'istruzione pubblica e della sanità, nel tentativo di creare le fondamenta per un nuovo stile di vita socialista.
Il crollo della Prima Repubblica nel 1934, dopo la sospensione del Nationalrat dal Bundeskanzler Engelbert Dollfuß avvenuta l'anno prima, e il successivo bando all'SDAP in Austria, portò la fine del primo progetto socialista a Vienna. Molti dei complessi abitativi costruiti allora (in tedesco Gemeindebau) sopravvivono tutt'oggi.

## Situazione sociale dopo la Grande guerra
Terminata la prima guerra mondiale col collasso e il conseguente smembramento dell'Impero Asburgico, l'Austria venne proclamata repubblica il 12 novembre 1918. Alle successive elezioni del 4 maggio 1919 il Partito Socialdemocratico d'Austria ottenne la maggioranza assoluta dei voti, e Jakob Reumann venne eletto a Vienna sindaco della città. Nel 1923 gli subentrerà Karl Seitz.
Terminata la guerra la situazione a Vienna era radicalmente cambiata rispetto a quella di qualche tempo prima: innanzitutto in città s'erano stabiliti durante il conflitto profughi provenienti dalla Galizia (al tempo austriaca), per sfuggire all'occupazione russa. Oltre ai rifugiati erano diversi gli ex soldati dell’imperial regio esercito che avevano deciso di stabilirsi nella capitale, anche solo temporaneamente, mentre al tempo stesso molti degli ex funzionari del vecchio apparato burocratico asburgico lasciavano la città tornando alle proprie città d'origine. Il ceto medio era fortemente gravato dall'inflazione e a peggiorare l'approvvigionamento alimentare della città complicando ulteriormente la situazione i nuovi confini rendevano Vienna praticamente incapace di rifornirsi a dovere in modo da coprire le necessità di tutta la popolazione. Il sovraffollamento dei locali e le pessime condizioni igieniche contribuirono al diffondersi di diverse malattie, come la tubercolosi, la spagnola e la sifilide.
Vienna in questo quadro appariva inoltre come una grande capitale di uno Stato ormai decisamente sottodimensionato per il suo livello. Nonostante ciò riuscì a mantenere un profilo culturale decisamente di rilievo internazionale, con personalità come Sigmund Freud, Alfred Adler, Karl Bühler, Arthur Schnitzler, Karl Kraus, Ludwig Wittgenstein, Adolf Loos, Arnold Schönberg, oltre a numerosissime altre del mondo scientifico, artistico e dell'architettura, che se anche non condividevano lo stesso credo politico, contribuirono in maniera costruttiva alla crescita e allo sviluppo della nuova Vienna.
John Gunther ha analizzato l'intrinseca struttura cittadina fra le due guerre, sostenendo l'ampio squilibrio che si veniva a creare fra Vienna e il suo contado: la prima era fortemente socialista, anticlericale, ma al tempo stesso godeva di un tenore di vita piuttosto elevato; il secondo era conservatore, arretrato, e riversando in condizioni di evidente povertà guardava la condizione di Vienna con particolare invidia.

## Politiche d'intervento
A livello nazionale il nuovo governo austriaco fra i principali contributi che apportò fu la legalizzazione della giornata di otto ore lavorative, approvata già nella prima settimana dal suo insediamento. Venne inoltre implementato il sussidio di disoccupazione e venne fondata ai sensi di legge la Camera del Lavoro, come organo decisionale di rappresentanza dei lavoratori. Tuttavia l'esperienza nazionale naufragò già nel 1920, rimanendo una parentesi unica nel panorama politico nazionale, fino al 1945: i socialdemocratici rimasero pertanto relegati all'opposizione. Questo non accadde però a Vienna, dove l'esperienza socialdemocratica volle la concretizzazione di una politica fondata su basi democratiche e sociali, che sarebbe stata presa poi a modello in tutto il resto d'Europa.

### Edilizia pubblica residenziale
Nel 1917 era stata approvata una legge (Mieterschutzgesetz) che nonostante l'inflazione congelava gli affitti al costo del 1914: tale provvedimento, dichiarato immediatamente applicabile a Vienna aveva mandato in crisi l'edilizia libera, che non risultava più conveniente. Al termine della guerra pertanto la richiesta di alloggi di edilizia a prezzi calmierati cresce vertiginosamente, obbligando il governo cittadino a un forte piano di edilizia pubblica, che diventa la prima preoccupazione della nuova amministrazione. Nel 1919 il parlamento federale acconsente all'approvazione della Legge sui requisiti abitativi (Wohnanforderungsgesetz), volta a migliorare il tasso d'occupazione delle strutture abitative esistenti. Poiché la legge per la protezione degli inquilini decretata dal Ministero Imperiale e Reale e pubblicata sui numeri 36 e 37 della Gazzetta Ufficiale del 1917 ed immediatamente estesa a Vienna, fissava gli affitti ai livelli prebellici, costruire non era più conveniente per i privati, il valore dei terreni edificabili e i costi di costruzione scesero, favorendo così il piano di edilizia popolare pubblica portato avanti dall'amministrazione socialdemocratica.
Fra il 1925 ed il 1934 vengono realizzati più di 60.000 nuovi alloggi di edilizia popolare detti in tedesco Gemeindebau (letteralmente "Case comunali"). Alcuni di questi consistevano di grossi blocchi situati in mezzo al verde, come la Karl Marx-Hof, forse la più famosa. Il 40% dei costi di realizzazione vennero ammortizzati con la tassa sulla residenza a Vienna, mentre la restante parte venne coperta con la tassa sul lusso e da fondi federali. L'apposito impiego di denaro pubblico per la copertura dei costi permise negli anni che il prezzo degli affitti rimanesse sostanzialmente invariato ed estremamente vantaggioso rispetto all'edilizia libera e gli appartamenti venivano assegnati in base a un sistema di punti: le famiglie o le persone con handicap ricevevano punti in più. I nuovi appartamenti erano finanziati per il 40% dai proventi dell'imposta sugli alloggi introdotta nella provincia di Vienna e, per il resto, principalmente dalla tassa sul benessere, un'imposta del 4% sui salari che veniva essenzialmente trasferita dalle aziende ai consumatori. Ciò permise di ridurre l'onere dell'affitto degli appartamenti comunali per una famiglia di lavoratori al 4% del reddito, in precedenza del 30% e, in caso di malattia o disoccupazione, l'affitto veniva posticipato.
Un altro importante progetto infrastrutturale del periodo tra le due guerre fu l'apertura della ferrovia urbana elettrica di Vienna nel 1925, basata sull'infrastruttura della ferrovia urbana a vapore di epoca imperiale, che fu in gran parte rilevata dal comune di Vienna e, dopo anni di fermo, elettrificata e riattivata.

### Servizi socio-sanitari
Come primo provvedimento rivolto ai nuovi genitori, l'amministrazione comunale metteva a disposizione un "pacchetto di vestiti", affinché nessun bambino della città dovesse essere avvolto nella carta di giornale. L'apertura di asili, spazi per bambini e doposcuola pomeridiani permettevano inoltre alle madri di riprendere il proprio lavoro non dovendo lasciare i propri figli nelle strade. L'erogazione di servizi medici avveniva gratuitamente; per migliorare le condizioni di vita venivano inoltre garantiti viaggi, periodi di vacanza e accessi gratuiti ai bagni pubblici e alle stazioni termali. Julius Tandler, responsabile per i servizi socio-sanitari, sosteneva infatti che le spese sostenute per garantire questi servizi sarebbero state ampiamente ripagate dal conseguente ridotto utilizzo di prigioni. Le particolari attenzioni dal punto di vista socio-sanitario avevano inoltre abbassato il tasso di mortalità infantile e l'incidenza di malattie come la tubercolosi. L'erogazione dei servizi municipalizzati di gas ed elettricità e la raccolta dei rifiuti avevano sommariamente contribuito a migliorare gli standard qualitativi e sanitari dell'intera Vienna.

### Politiche fiscali
Nuove tasse sul lusso vennero introdotte per garantire le politiche sociali portate avanti dall'amministrazione comunale: venivano tassati i cavalli, le grandi automobili, i dipendenti privati in abitazioni private e le camere d'albergo. Per dimostrare l'effetto pratico che avevano queste tassazioni il Comune pubblicò al tempo un elenco delle istituzioni sociali coperte dai proventi della famiglia Rothschild. Un'altra tassa (Wohnbausteuer), configurata come una tassa progressiva sulle nuove edificazioni, andava a coprire buona parte delle nuove realizzazioni residenziali pubbliche.
A seguito di tutta questa serie di provvedimenti il tasso di disoccupazione a Vienna scese ben al di sotto di quello del resto dell'Austria e della Germania. Tutti i nuovi investimenti vennero coperti con le entrate delle nuove tassazioni, mai per crediti contratti. Pertanto il Comune rimase sempre indipendente dai poteri finanziari, e non dovette mai pagare gli interessi sui prestiti.

## Protagonisti della Vienna rossa
- Jacob Reumann, primo sindaco socialdemocratico della città
- Karl Seitz, secondo sindaco socialdemocratico della città, fino al 1934
- Julius Tandler, riformatore dei servizi socio-sanitari della città
- Otto Glöckel, riformatore del sistema educativo della città